# 3570 Wuyeesun
3570 Wuyeesun este un asteroid din centura principală, descoperit pe 14 decembrie 1979.